# 怖れ (テレビドラマ)
『怖れ』（おそれ）は、2024年8月16日（15日深夜）から10月18日（17日深夜）までCBCテレビにて放送されたオムニバスホラーのテレビドラマ。主演は莉子。

## キャスト

### 主要人物
溝口マユ（みぞぐち まゆ）
演 - 莉子
謎の女性。
ヤマカズ
演 - 髙木雄也
マユを追いかける謎の突撃系配信者。

### ゲスト
滝野浩一
演 - 笠原秀幸
田辺日向がマッチングアプリで出会った男。第1話から登場。
新倉ちなみ
演 - 川﨑帆々花
コスプレカフェ店員。第2話から登場。
スミカ
演 - 黒瀬ひな
コスプレカフェ店員。第2話から登場。
アイナ
演 - 小川真央
コスプレカフェ店員。第2話から登場。
下山田
演 - こだまたいち
私人逮捕系配信者。第3話から登場。
相馬
演 - 佐藤友祐（lol）
私人逮捕系配信者。第3話から登場。
愛瀬リアン
演 - 山谷花純
ガールズバー店員。第4話から登場。
中村敏雄
演 - 田中穂先
警察官。第5話から登場。
ユメ
演 - 成海花音
ヤマカズの妹。第6話から登場。
つばさ
演 - 三原羽衣
家出少女。第6話から登場。
せいらん
演 - 橋本乃依
家出少女。第6話から登場。
三嶋
演 - 南北斗
ネットカフェ店員。第7話から登場。
由良くるみ
演 - 生越千晴
マユの友人。ユクスル推し。第8話から登場。
佐藤ユウジ
演 - 赤羽流河
マユの後輩。ユクスル推し。第8話から登場。
藤田
演 - 黄川田雅哉
マユの上司。ユクスル推し。第8話から登場。

## スタッフ
- 原作 - 川上十億『怖れ -令和怪談-』（サイコミ/Cygames）[3]
- オープニング曲 - 珀「disbelief」（avex trax）[4]
- エンディング曲 - Hey! Say! JUMP「NERD」（Storm Labels）[4]
- 脚本 - 岩崎う大（かもめんたる）、三谷伸太朗、塩味鷹虎、安江渡
- 演出 - 小山巧[1]、桑島憲司
- チーフ・プロデューサー - 西山剛史（エイベックス・フィルムレーベルズ）、今泉昌也（CBCテレビ）、横山公典（CBCテレビ）
- プロデューサー - 内部健太郎（エイベックス・フィルムレーベルズ）、辻村和也（エイベックス・フィルムレーベルズ）、平岩莉央（CBCテレビ）、坂根脩太郎（CBCテレビ）、川端基央（FAB）
- 製作著作 - 「怖れ」製作委員会（エイベックス・ピクチャーズ、CBCテレビ）[3]

## 放送日程
| 話数              | 放送日   | サブタイトル     | 脚本                                  | 演出     |
| ----------------- | -------- | ---------------- | ------------------------------------- | -------- |
| 第1話             | 08月16日 | パパ活           | 岩崎う大 三谷伸太朗                   | 小山巧   |
| 第2話             | 08月23日 | AIコスプレイヤー | 岩崎う大 塩味鷹虎                     | 小山巧   |
| 第3話             | 08月30日 | 正義             | 岩崎う大 塩味鷹虎                     | 桑島憲司 |
| 第4話             | 09月06日 | ASMR             | 岩崎う大 安江渡                       | 桑島憲司 |
| 第5話             | 09月13日 | Re:正義          | 岩崎う大 安江渡                       | 桑島憲司 |
| 第6話             | 09月20日 | ユメ             | 岩崎う大 安江渡                       | 小山巧   |
| 第7話             | 09月27日 | ユクスル         | 岩崎う大 三谷伸太朗 脚本協力:目黒啓太 | 桑島憲司 |
| 第8話             | 10月04日 | 推し活           | 岩崎う大 塩味鷹虎                     | 小山巧   |
| 第9話             | 10月11日 | 受肉             | 岩崎う大 塩味鷹虎                     | 小山巧   |
| 第10話 （最終話） | 10月18日 | 怖れ             | 岩崎う大 塩味鷹虎                     | 小山巧   |

## 放送局
| 放送期間                 | 放送時間                     | 放送局            | 対象地域                        | 備考 |
| ------------------------ | ---------------------------- | ----------------- | ------------------------------- | ---- |
| 2024年8月16日 - 10月18日 | 金曜 0:58 - 1:30（木曜深夜） | CBCテレビ         | 東海エリア 愛知・岐阜・三重ほか |      |
| 2025年1月14日 - 3月18日  | 火曜 1:59 - 2:29（月曜深夜） | 北海道放送（HBC） | 北海道                          |      |